# Раскин, Саул
Саул Раскин (15 августа 1878—1966) — американский художник.

## Биография
Родился в городе Ногайске. В возрасте пятнадцати лет изучал литографию в Одессе, затем учился искусству в Германии, Франции, Италии, Швейцарии.
В 1904 году эмигрировал в США. Художник, автор гравюр, акварелей.
С 1921 по 1960 год около шести раз был в Израиле. После своей последней поездки он написал серию картин «Личный сюрреализм», произведений на основе сновидений художника. Известный иллюстратор произведений на еврейскую тему, преподаватель, писатель, учитель.
Его работы выставлялись в США и Израиле.